# Stade des Frères-Zioui
 (mars 2025).
Si vous disposez d'ouvrages ou d'articles de référence ou si vous connaissez des sites web de qualité traitant du thème abordé ici, merci de compléter l'article en donnant les références utiles à sa vérifiabilité et en les liant à la section « Notes et références ».
Le stade des Frères-Zioui (en arabe : ملعب الإخوة زيوي) est le plus grand stade du Hussein-Dey avec 5 000 places, situé dans le quartier d'Hussein-Dey à l'Est d'Alger.
Le Nasr athlétique d'Hussein Dey y joue ses matchs depuis sa création en 1946.
Depuis la saison 2011/2012 le stade n'est plus homologué pour recevoir des rencontres de première et deuxième division.

## Histoire
Le nouveau stade municipal est inaugré en 1940 pour remplacer l'ancien stade situé prés du cimetière. Il accueil d'abord les match de l'l'Olympique d'Hussein-Dey, puis le NA Hussein Dey et enfin à partir des années 1950, le l'AS Montpensier.
Le stade a accueilli en 1984 un concert de Jimmy Cliff.

## Galerie

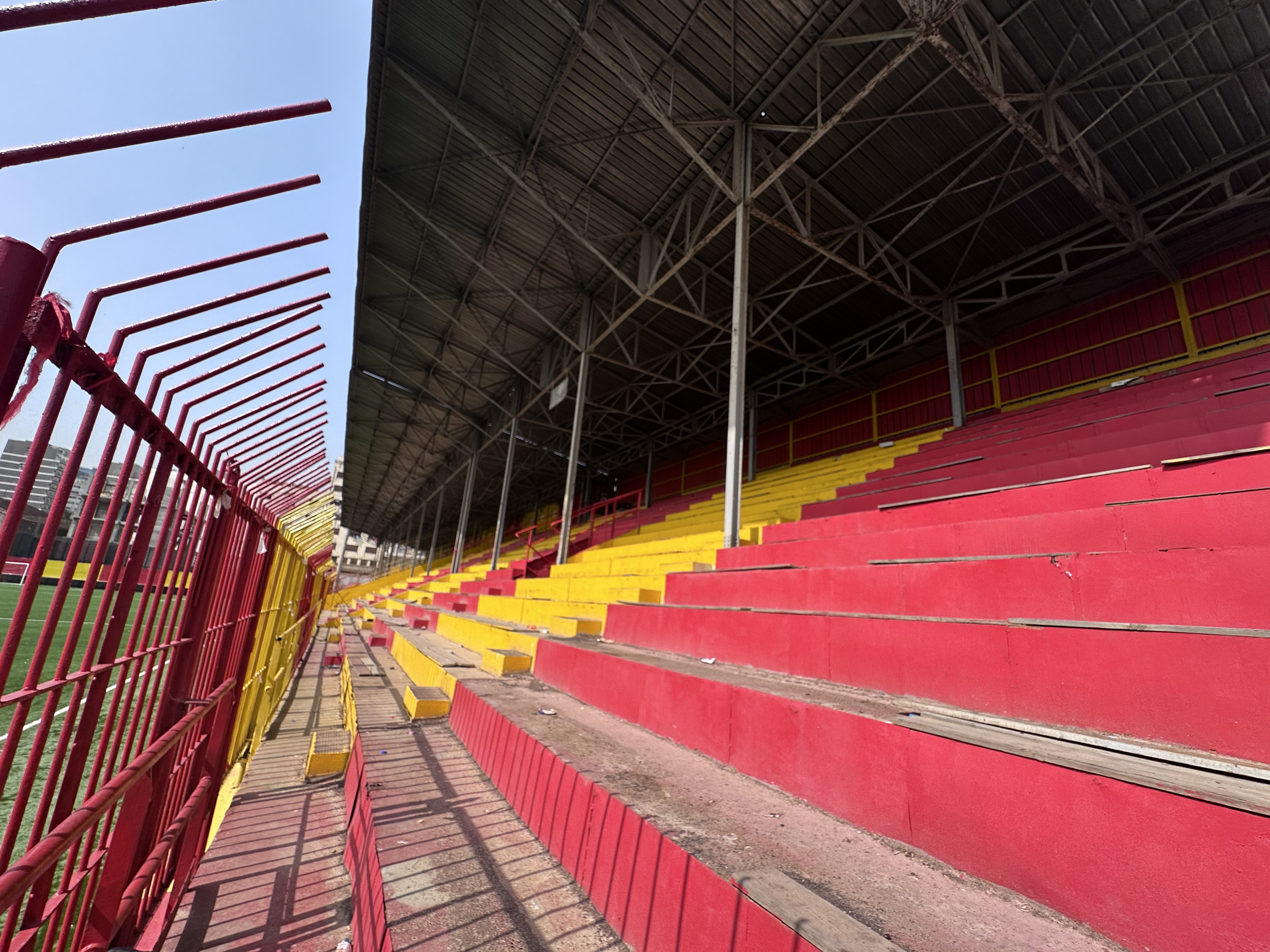
La tribune principale
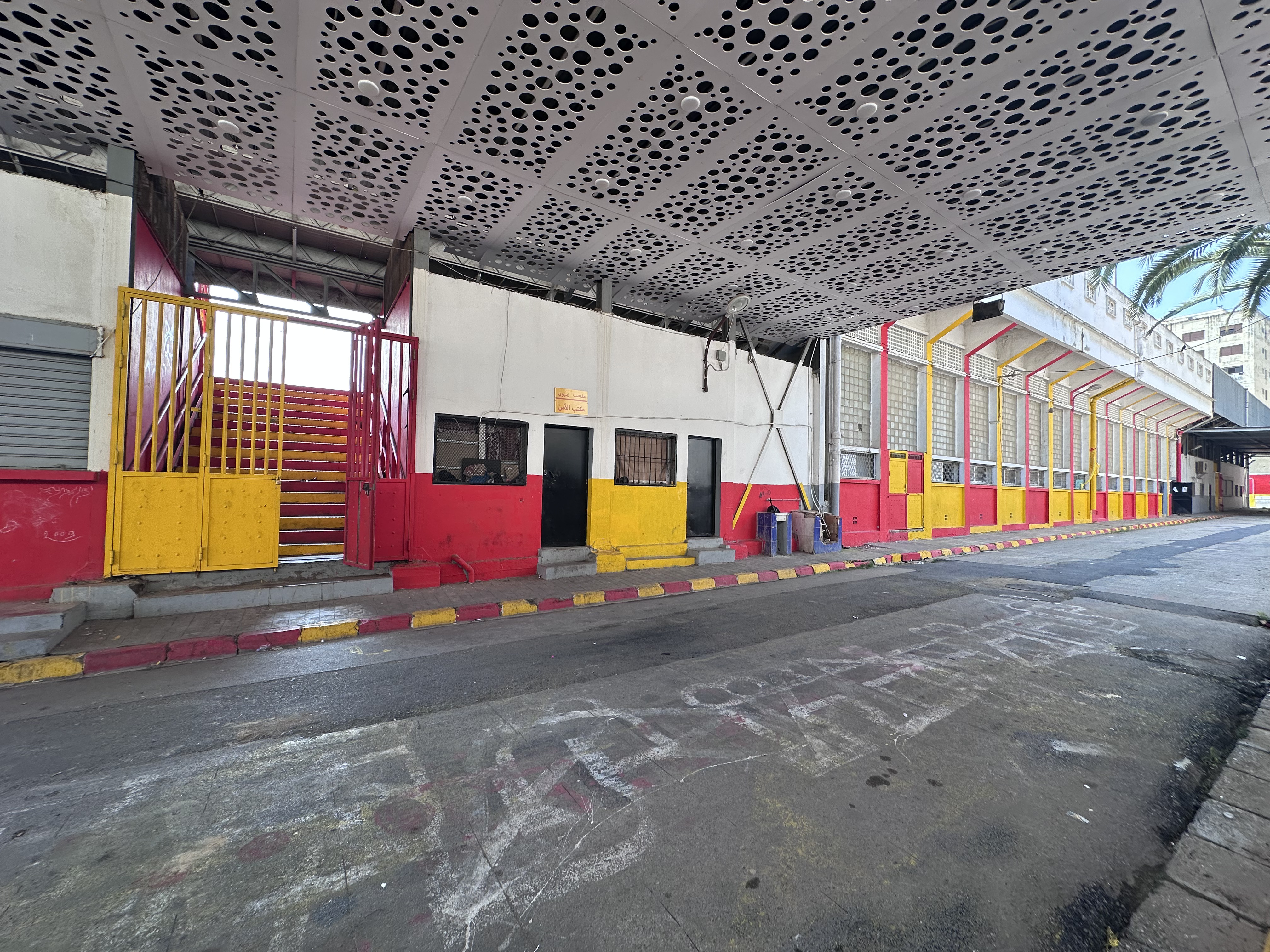
Les coursives du stade
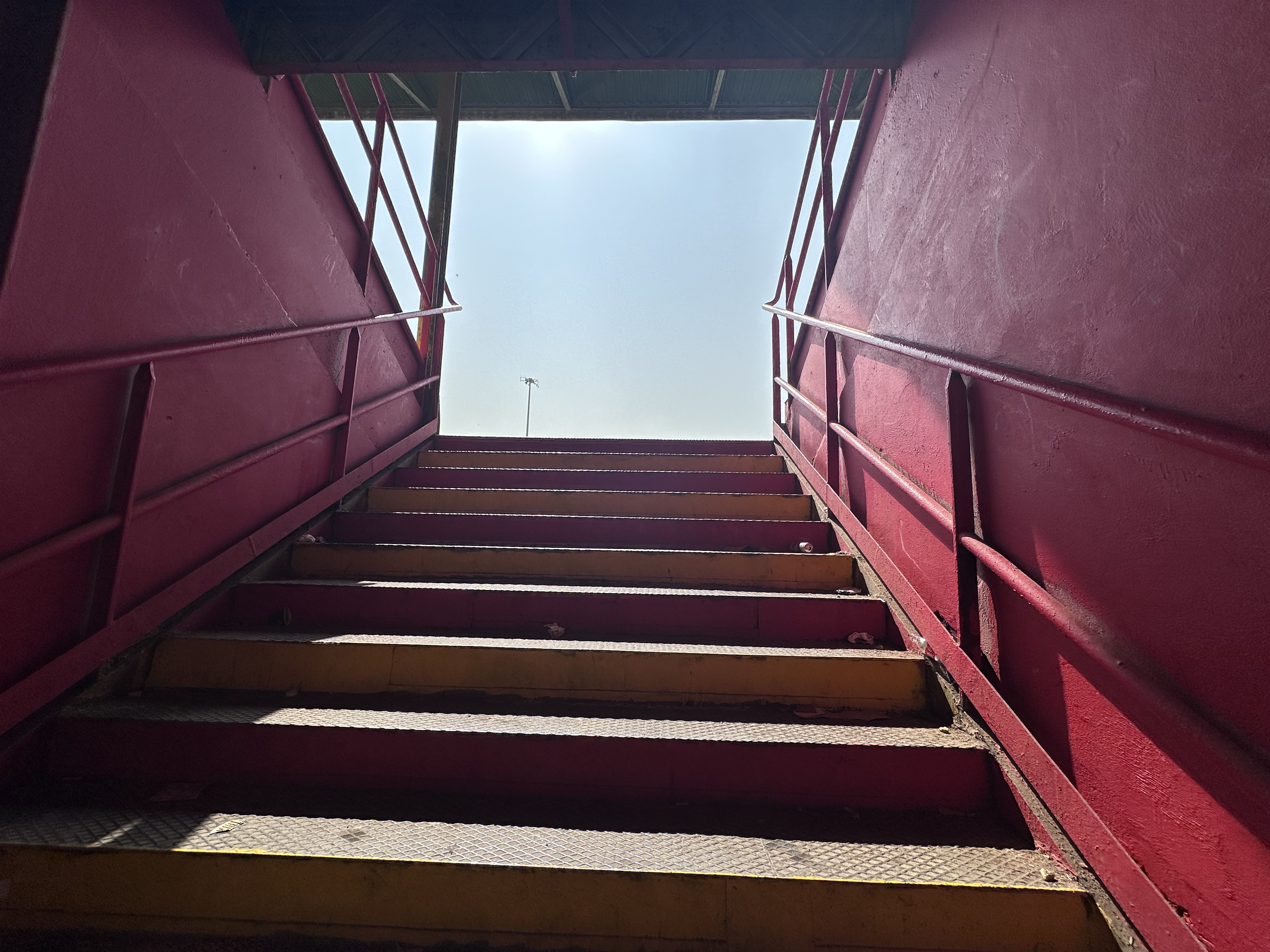
Escalier menant à la tribune principale